# Liste geplanter Schnellfahrstrecken
Dieser Artikel beinhaltet eine Liste geplanter Schnellfahrstrecken für den Hochgeschwindigkeits-Eisenbahnverkehr. Bereits in Betrieb befindliche Schnellfahrstrecken sind in der Liste der in Betrieb befindlichen Schnellfahrstrecken aufgelistet. Im Bau befindliche Vorhaben finden sich in der Liste der in Bau befindlichen Schnellfahrstrecken.

## Afrika

### Ägypten
| Status  | Schnellfahrstrecke | Höchstgeschwindigkeit im Betrieb | Länge                                               | Inbetriebnahme | Stromsystem  | Zugbeeinflussung | geplante Nutzung durch |
| ------- | ------------------ | -------------------------------- | --------------------------------------------------- | -------------- | ------------ | ---------------- | ---------------------- |
| Geplant | Luxor–Hurghada     | 250 km/h                         | 225 km (NBS Qina–Hurghada) + 68 km (ABS Luxor–Qina) |                | 25 kV, 50 Hz | ETCS Level 2     | Siemens Velaro         |

### Marokko
| Status | Schnellfahrstrecke | Höchstgeschwindigkeit im Betrieb | Länge  | Inbetriebnahme | Stromsystem  | Zugbeeinflussung | geplante Nutzung durch |
| ------ | ------------------ | -------------------------------- | ------ | -------------- | ------------ | ---------------- | ---------------------- |
| Idee   | Marrakesch–Agadir  | 250 km/h                         | 240 km | offen          | 25 kV, 50 Hz | ETCS Level 1     | Al Boraq (TGV Duplex)  |
| Idee   | Rabat–Oujda        |                                  | 330 km | offen          | 25 kV, 50 Hz | ETCS Level 1     | Al Boraq (TGV Duplex)  |

## Asien

### China
| Status           | Schnellfahrstrecke                                            | Korridor                                         | Höchstgeschwindigkeit im Betrieb | Länge  | Inbetriebnahme                                           | Stromsystem  | Zugbeeinflussung | geplante Nutzung durch |
| ---------------- | ------------------------------------------------------------- | ------------------------------------------------ | -------------------------------- | ------ | -------------------------------------------------------- | ------------ | ---------------- | ---------------------- |
| Geplant          | Jinwei HSR (Tianjin–Weifang)                                  | Küstenkorridor                                   | 350 km/h                         | 350 km | Vorprojekt im Januar 2022 genehmigt, geplant 2025        | 25 kV, 50 Hz |                  |                        |
| Geplant          | Xiongxin HSR (Xiong’an–Xinzhou)                               |                                                  | 350 km/h                         | 342 km | geplant 2025                                             | 25 kV, 50 Hz |                  |                        |
| Geplant          | Hewu HSR (Hefei–Wuhan)                                        | Jangtse-Korridor                                 | 350 km/h                         | 332 km | geplant 2025                                             | 25 kV, 50 Hz |                  |                        |
| Geplant          | Changgan HSR (Changsha–Zhangzhou)                             | Xiamen–Chongqing-Korridor                        | 350 km/h                         | 421 km | geplant 2027                                             | 25 kV, 50 Hz |                  |                        |
| Geplant          | Xiongshang HSR (Xiong'an–Shangqiu)                            | Peking–Hongkong / Taipeh-Korridor                | 350 km/h                         | 553 km | geplant 2025                                             | 25 kV, 50 Hz |                  |                        |
| Geplant          | Guangshan HSR (Guangzhou–Shanwei)                             |                                                  | 350 km/h                         | 242 km | geplant 2025                                             | 25 kV, 50 Hz |                  |                        |
| Geplant          | Xi’an–Chongqing HSR (Ankang–Chongqing)                        | Baotou–Hainan-Korridor                           | 350 km/h                         | 478 km | Vorprojekt im Januar 2022 genehmigt, Eröffnung nach 2025 | 25 kV, 50 Hz |                  |                        |
| Langzeit-Planung | Yongtai Wenfu HSR (Wenzhou–Fuzhou)                            | Küstenkorridor                                   | 350 km/h                         | 290 km | geplant 2025                                             | 25 kV, 50 Hz |                  |                        |
| Langzeit-Planung | Fuyang–Huanggang HSR (Fuyang–Huanggang)                       | Peking–Hongkong / Taipeh-Korridor                | 350 km/h                         | 325 km | Vergabe der Vermessung 2020, Eröffnung nach 2025         | 25 kV, 50 Hz |                  |                        |
| Langzeit-Planung | Guangzhou–Zhuhai–Macao HSR (Guangzhou–Zhuhai–Macau)           | Peking-Harbin und Peking–Hongkong–Macau-Korridor | 350 km/h                         | 358 km | Eröffnung nach 2025                                      | 25 kV, 50 Hz |                  |                        |
| Langzeit-Planung | Ordos–Yan’an HSR (Ordos–Yan’an)                               | Baotou–Hainan-Korridor                           | 350 km/h                         | 390 km | Vorprojekt 2020 erstellt, Eröffnung nach 2025            | 25 kV, 50 Hz |                  |                        |
| Langzeit-Planung | Shanghai–Nanjing–Hefei HSR (Shanghai–Nanjing–Hefei)           | erweiterter Jangtse-Korridor                     | 350 km/h                         | 555 km | Eröffnung nach 2025                                      | 25 kV, 50 Hz |                  |                        |
| Langzeit-Planung | Yichang–Changde HSR (Yichang–Changde)                         | Hohhot–Nanning-Korridor                          | 350 km/h                         | 212 km | Bauzeit 3,5 Jahre, Eröffnung nach 2025                   | 25 kV, 50 Hz |                  |                        |
| Langzeit-Planung | Shanghai–Chongqing HSR (Fuling–Yichang)                       | Jangtse-Korridor                                 | 350 km/h                         | 485 km | geplant 2029                                             | 25 kV, 50 Hz |                  |                        |
| Langzeit-Planung | Yantaixi–Changyi HSR (Yancheng–Taizhou–Wuxi–Changzhou–Yixing) |                                                  | 250 km/h                         | 312 km | Eröffnung nach 2025                                      | 25 kV, 50 Hz |                  |                        |
| Langzeit-Planung | Weifang–Suqian HSR (Weifang–Suqian)                           | Peking–Shanghai-Korridor                         | 350 km/h                         | 399 km | geplant 2035                                             | 25 kV, 50 Hz |                  |                        |

### Indonesien
| Status         | Schnellfahr-strecke | Höchstgeschwindigkeit im Betrieb | Länge  | Inbetriebnahme | Stromsystem  | Zugbeeinflussung | geplante Nutzung durch |
| -------------- | ------------------- | -------------------------------- | ------ | -------------- | ------------ | ---------------- | ---------------------- |
| Neubau geplant | Bandung–Surabaya    | 350 km/h                         | 558 km | unbekannt      | 25 kV, 50 Hz |                  | CR400AF Fuxing         |

### Japan
| Status  | Schnellfahrstrecke                      | Höchstgeschwindigkeit im Betrieb | Länge  | Inbetriebnahme      | Stromsystem  | Zugbeeinflussung | geplante Nutzung durch |
| ------- | --------------------------------------- | -------------------------------- | ------ | ------------------- | ------------ | ---------------- | ---------------------- |
| Geplant | Hokuriku-Shinkansen, Tsuruga–Shin-Osaka | 260 km/h                         | 147 km | Nach 2030 (geplant) | 25 kV, 60 Hz |                  | Shinkansen             |

### Laos
| Status                                             | Schnellfahrstrecke | Höchstgeschwindigkeit im Betrieb | Länge  | Inbetriebnahme | Stromsystem  | Zugbeeinflussung | geplante Nutzung durch |
| -------------------------------------------------- | ------------------ | -------------------------------- | ------ | -------------- | ------------ | ---------------- | ---------------------- |
| Geplant, in Betrieb als konventionelle Bahnstrecke | Boten-Vientiane    | 160 km/h (geplant 200 km/h)      | 414 km | Dezember 2021  | 25 kV, 50 Hz |                  | CR200J HXD3C           |

### Saudi-Arabien
| Status         | Schnellfahr-strecke                      | Höchstgeschwindigkeit im Betrieb | Länge                                               | Inbetriebnahme | Stromsystem | Zugbeeinflussung | geplante Nutzung durch |
| -------------- | ---------------------------------------- | -------------------------------- | --------------------------------------------------- | -------------- | ----------- | ---------------- | ---------------------- |
| Neubau geplant | Saudi Landbridge (Al-Dschubail–Dschidda) | 220 km/h                         | 115 km (al Dschubail–Dammam) 945 km (Riad–Dschidda) |                | Diesel      |                  |                        |

### Südkorea
| Status  | Schnellfahrstrecke                                 | Höchstgeschwindigkeit im Betrieb | Länge | Inbetriebnahme | Stromsystem  | Zugbeeinflussung | geplante Nutzung durch |
| ------- | -------------------------------------------------- | -------------------------------- | ----- | -------------- | ------------ | ---------------- | ---------------------- |
| Geplant | SFS Honam (2.): Gwangju (Songjeong Bf)–Mokpo (Hbf) | 305 km/h                         | 70 km | 2025 (geplant) | 25 kV, 60 Hz | TVM/SEI          | KTX, KTX-II, SRT       |

### Thailand
| Status  | Schnellfahrstrecke                          | Höchstgeschwindigkeit im Betrieb | Länge  | Inbetriebnahme | Stromsystem  | Zugbeeinflussung | geplante Nutzung durch |
| ------- | ------------------------------------------- | -------------------------------- | ------ | -------------- | ------------ | ---------------- | ---------------------- |
| Geplant | Bangkok–U-Tapao (Drei-Flughafen-Verbindung) | 250 km/h                         | 220 km | 2029 (geplant) | 25 kV, 50 Hz |                  | Fuxing CR300AF         |
| Geplant | Bangkok–Hua Hin                             | 300 km/h                         | 211 km |                | 25 kV, 50 Hz |                  |                        |

### Türkei
| Status  | Schnellfahrstrecke | Höchstgeschwindigkeit im Betrieb | Länge  | Inbetriebnahme                         | Stromsystem  | Zugbeeinflussung | geplante Nutzung durch |
| ------- | ------------------ | -------------------------------- | ------ | -------------------------------------- | ------------ | ---------------- | ---------------------- |
| Geplant | Sivas–Erzincan     | 250 km/h                         | 247 km | 2028                                   | 25 kV 50 Hz  | ETCS Level 1     | HT65000, HT80000       |
| Geplant | Kayseri–Antalya    | 250 km/h                         | 541 km | 2030 Konya–Antalya, 2037 Gesamtstrecke | 25 kV 50 Hz  | ETCS Level 1     | HT65000, HT80000       |
| Geplant | Eskişehir–Antalya  | 250 km/h                         | 425 km |                                        | 25 kV, 50 Hz | ETCS Level 1     | HT65000, HT80000       |

## Europa

### Dänemark
| Status                  | Schnellfahrstrecke | Höchstgeschwindigkeit im Betrieb | Länge                              | Inbetriebnahme                            | Stromsystem              | Zugbeeinflussung                 | geplante Nutzung durch           |
| ----------------------- | ------------------ | -------------------------------- | ---------------------------------- | ----------------------------------------- | ------------------------ | -------------------------------- | -------------------------------- |
| Ausbau geplant          | Lunderskov–Esbjerg | 200 km/h (2025: 180 km/h)        | 57 km                              | 2030 (Gleisverbesserungen sind notwendig) | 25 kV, 50 Hz (seit 2017) | ETCS seit April 2025             | Fern- und Regionalverkehr, Güter |
| Ausbau geplant          | Ringsted–Odense    | 200 km/h (2024: 180 km/h)        | 100 km                             | ≈2029 (ETCS)                              | 25 kV, 50 Hz             | dän. ATC (200 km/h nur mit ETCS) | Fernverkehr, Güter               |
| Aus- und Neubau geplant | Fredericia–Aarhus  | 200 km/h                         | 90 km (50 km Ausbau, 40 km Neubau) | 2026 (geplant), Neubau später             | 25 kV, 50 Hz             | ETCS                             | Fernverkehr, Güter               |

### Deutschland
| Status                  | Schnellfahrstrecke                                                       | Höchstgeschwindigkeit im Betrieb        | Länge                           | Inbetriebnahme | Stromsystem   | Zugbeeinflussung                            | geplante Nutzung durch                                    |
| ----------------------- | ------------------------------------------------------------------------ | --------------------------------------- | ------------------------------- | --- | ------------- | ------------------------------------------- | --------------------------------------------------------- |
| Ausbau geplant          | Düren–Eschweiler                                                         | 200 km/h                                | 17,7 km                         | 2028 (im Rahmen der Generalsanierung)                                                                                  | 15 kV 16,7 Hz | LZB, PZB, geplant ETCS Level 2 ohne Signale | ICE, Thalys, Regionalverkehr, Güterverkehr                |
| Neubau geplant          | Ulm–Augsburg                                                             | 265 km/h                                | ca. 70 km                       | Neubau im Rahmen des Deutschland-Taktes, Inbetriebnahme nach 2030 (geplant)                                            | 15 kV 16,7 Hz | ETCS Level 2                                | Fernverkehr, Güterverkehr, schneller Regionalverkehr      |
| Neubau geplant          | Gelnhausen–Fulda                                                         | 250 km/h                                | 44 km                           | Neubau im Rahmen des Deutschland-Taktes, Raumordnungsverfahren abgeschlossen im Juli 2023, Inbetriebnahme 2030er Jahre | 15 kV 16,7 Hz | ETCS Level 2                                |                                                           |
| Neubau geplant          | Fulda–Gerstungen                                                         | 230 km/h                                | 41 km                           | Neubau im Rahmen des Deutschland-Taktes, Inbetriebnahme 2037 (geplant)                                                 | 15 kV 16,7 Hz | ETCS Level 2                                |                                                           |
| Neubau geplant          | Frankfurt–Mannheim                                                       | 300 km/h                                | 85 km                           | Neubau im Rahmen des Deutschland-Taktes, Inbetriebnahme nach 2030 (geplant)                                            | 15 kV 16,7 Hz | ETCS Level 2                                |                                                           |
| Neubau geplant          | Langes Feld–Stuttgart Hbf (Nordzulauf Stuttgart Hbf)                     |                                         | 10 km                           | Neubau im Rahmen des Deutschland-Taktes, Zeitpunkt der Inbetriebnahme noch nicht absehbar                              | 15 kV 16,7 Hz | ETCS Level 2                                |                                                           |
| Neubau geplant          | Stuttgart Flughafen Fernbf.–Böblingen Mönchsbrunnen (Pfaffensteigtunnel) | 200 km/h                                | ca. 11 km                       | Neubau im Rahmen des Deutschland-Taktes, Inbetriebnahme frühestens Ende 2032                                           | 15 kV 16,7 Hz | ETCS Level 2                                | Fernverkehr, Nahverkehr                                   |
| Neubau geplant          | Grafing–Staatsgrenze bei Kiefersfelden (Brenner-Nordzulauf)              | 230 km/h                                | ca. 62 km                       | noch nicht absehbar | 15 kV 16,7 Hz | ETCS Level 2                                | Fernverkehr, Güterverkehr                                 |
| Neubau geplant          | Dresden–Grenze D/CZ(–Prag)                                               | 200 km/h                                | ca. 22 km (deutscher Abschnitt) | noch nicht absehbar | 15 kV 16,7 Hz | ETCS Level 2                                |                                                           |
| Ausbau geplant          | Lünen–Münster                                                            | 230 km/h                                | ca. 40 km                       | Ausbau im Rahmen des Deutschland-Taktes, Zeitpunkt der Inbetriebnahme noch nicht absehbar                              | 15 kV 16,7 Hz | ETCS Level 2                                |                                                           |
| Aus- und Neubau geplant | Hannover–Hamburg                                                         | 250 km/h                                | NBS ca. 130 km                  | Aus-/Neubau im Rahmen des Deutschland-Taktes, Zeitpunkt der Inbetriebnahme noch nicht absehbar                         | 15 kV 16,7 Hz | ETCS Level 2                                | Fernverkehr, Güterverkehr, ggf. schneller Regionalverkehr |
| Neubau geplant          | Bielefeld–Hannover                                                       | 300 km/h                                | ca. 100 km                      | Neubau im Rahmen des Deutschland-Taktes, Zeitpunkt der Inbetriebnahme noch nicht absehbar                              | 15 kV 16,7 Hz | ETCS Level 2                                |                                                           |
| Ausbau geplant          | Markt Schwaben–Ampfing                                                   | 200 km/h                                | 45 km                           | Ausbau im Rahmen des Deutschland-Taktes, Zeitpunkt der Inbetriebnahme noch nicht absehbar                              | 15 kV 16,7 Hz | ETCS Level 2                                |                                                           |
| Geplant                 | Mannheim–Karlsruhe                                                       | 200 km/h                                | 61 km                           | Ausbau im Rahmen des Deutschland-Taktes, Zeitpunkt der Inbetriebnahme noch nicht absehbar                              | 15 kV 16,7 Hz | ETCS Level 2                                |                                                           |
| Aus- und Neubau geplant | Hanau–Nantenbach                                                         | 230 km/h                                | 66 km                           | Neubau im Rahmen des Deutschland-Taktes, Zeitpunkt der Inbetriebnahme noch nicht absehbar                              | 15 kV 16,7 Hz | ETCS Level 2                                |                                                           |
| Neubau geplant          | Nürnberg–Würzburg                                                        | 300 km/h                                | ca. 90 km                       | Neubau im Rahmen des Deutschland-Taktes, Zeitpunkt der Inbetriebnahme noch nicht absehbar                              | 15 kV 16,7 Hz | ETCS Level 2                                |                                                           |
| Ausbau geplant          | Lehrte–Wolfsburg–Oebisfelde                                              | 230 km/h                                | 68 km                           | Ausbau im Rahmen des Deutschland-Taktes, Zeitpunkt der Inbetriebnahme noch nicht absehbar                              | 15 kV 16,7 Hz | ETCS Level 2                                |                                                           |
| Ausbau geplant          | Hamm–Bielefeld                                                           | 230 km/h                                | 67 km                           | Ausbau im Rahmen des Deutschland-Taktes, Zeitpunkt der Inbetriebnahme noch nicht absehbar                              | 15 kV 16,7 Hz | ETCS Level 2                                |                                                           |
| Ausbau geplant          | Oebisfelde–Berlin                                                        | 300 km/h 250 km/h (Trappenschutzgebiet) | 148 km                          | Ausbau im Rahmen des Deutschland-Taktes, Zeitpunkt der Inbetriebnahme noch nicht absehbar                              | 15 kV 16,7 Hz | ETCS Level 2                                |                                                           |
| Prüfung                 | Oberhausen–Emmerich                                                      | 200 km/h                                | ca. 60 km                       | noch nicht absehbar | 15 kV 16,7 Hz | ETCS Level 2                                |                                                           |

### Estland, Lettland, Litauen
| Status  | Schnellfahrstrecke                                  | Höchstgeschwindigkeit im Betrieb | Länge  | Inbetriebnahme | Spurweite | Stromsystem | Zugbeeinflussung | geplante Nutzung durch    |
| ------- | --------------------------------------------------- | -------------------------------- | ------ | -------------- | --------- | ----------- | ---------------- | ------------------------- |
| Geplant | Tallinn–Riga–Grenze Lettland/Litauen (Rail Baltica) | 250 km/h                         | 480 km | 2030           | 1435 mm   | 25 kV 50 Hz | ETCS Level 2     | Güterverkehr, Fernverkehr |

### Finnland
| Status  | Strecke                                                                             | Höchstgeschwindigkeit im Betrieb | Länge | Inbetriebnahme | Spurweite | Stromsystem | Zugbeeinflussung | geplante Nutzung durch |
| ------- | ----------------------------------------------------------------------------------- | -------------------------------- | ----- | -------------- | --------- | ----------- | ---------------- | ---------------------- |
| Projekt | Helsinki-Tallinn-Tunnel, Bau eines Unterwassertunnels als Anschluss an Rail Baltica |                                  | 80 km |                | 1435 mm   |             |                  |                        |

### Frankreich
| Status  | Schnellfahr-strecke                                     | Höchstgeschwindigkeit im Betrieb | Länge  | Inbetriebnahme                                                                                        | Stromsystem  | Zugbeeinflussung | geplante Nutzung durch |
| ------- | ------------------------------------------------------- | -------------------------------- | ------ | --- | ------------ | ---------------- | ---------------------- |
| Geplant | LGV Rhin-Rhône (Abschnitt Ost), Petit-Croix–Lutterbach  | 320 km/h                         | 35 km  | Nach 2035                                                                                             | 25 kV, 50 Hz |                  | TGV, ICE               |
| Geplant | LGV Rhin-Rhône (Abschnitt Ost), Genlis–Villers-les-Pots | 320 km/h                         | 15 km  | Nach 2035                                                                                             | 25 kV, 50 Hz |                  | TGV, ICE               |
| Geplant | LGV Rhin-Rhône (Abschnitt West), Dijon–Aisy             | 320 km/h                         | 60 km  | Nach 2040                                                                                             | 25 kV, 50 Hz |                  | TGV                    |
| Geplant | LGV Rhin-Rhône (Abschnitt Süd), Auxonne–Bourg-en-Bresse | 320 km/h                         | 140 km | Nach 2040                                                                                             | 25 kV, 50 Hz |                  | TGV                    |
| Geplant | LGV Bordeaux–Espagne, Bordeaux–Irun                     | 320 km/h                         | 196 km | 2032 Bordeaux–Dax (erster Abschnitt), 2034 Bordeaux–Dax (zweiter Abschnitt), restliche Strecke später | 25 kV, 50 Hz |                  | TGV                    |
| Geplant | LGV Montpellier–Perpignan                               | 320 km/h                         | 150 km | 2034 Montpellier–Béziers, restliche Strecke später                                                    | 25 kV, 50 Hz | ETCS Level 2     | TGV, Güter             |
| Geplant | LGV Picardie, Paris–Amiens–Calais                       | 320 km/h                         |        | Nach 2030                                                                                             | 25 kV, 50 Hz |                  | TGV, Eurostar          |
| Geplant | LGV Provence-Alpes-Côte d’Azur, Marseille–Toulon–Nizza  |                                  |        | Nach 2030                                                                                             | 25 kV, 50 Hz |                  | TGV                    |

### Italien
| Status         | Schnellfahrstrecke                      | Höchstgeschwindigkeit im Betrieb | Länge        | Inbetriebnahme            | Stromsystem | Zugbeeinflussung | geplante Nutzung durch |
| -------------- | --------------------------------------- | -------------------------------- | ------------ | ------------------------- | ----------- | ---------------- | ---------------------- |
| Ausbau geplant | Taranto–Metaponto                       | 200 km/h                         | Abschnitte   | 2026                      | 3 kV =      |                  |                        |
| Ausbau geplant | Tortona–Voghera                         | 200 km/h                         | 16 km        | 2030                      | 3 kV =      |                  |                        |
| Ausbau geplant | Andora–Finale Ligure                    | 200 km/h                         | 32 km        | 2030                      | 3 kV =      |                  |                        |
| Geplant        | Turin–Bussoleno                         | 220 km/h                         | 24 km        | 2032                      |             |                  | EC, Güter              |
| Ausbau geplant | Fogliono–Fabriano                       | 200 km/h                         |              |                           | 3 kV =      |                  |                        |
| Geplant        | Rom–Pescara                             | 200 km/h                         |              |                           |             |                  |                        |
| Idee           | Mailand/Monza–Seregno                   |                                  |              |                           |             |                  | EC, D, RE, Regio       |
| Idee           | Bologna–Rimini–Ancona–Foggia–Bari–Lecce |                                  | ca. 1.610 km | Machbarkeits- studie 2023 |             |                  |                        |

### Norwegen
| Status         | Schnellfahr-strecke              | Höchstgeschwindigkeit im Betrieb | Länge | Inbetriebnahme      | Stromsystem    | Zugbeeinflussung | geplante Nutzung durch |
| -------------- | -------------------------------- | -------------------------------- | ----- | ------------------- | -------------- | ---------------- | ---------------------- |
| Ausbau geplant | Vestfoldbanen: Tønsberg–Larvik   | 200 km/h                         | 40 km | 2032                | 15 kV, 16,7 Hz | ETCS             |                        |
| Neubau geplant | Dovrebahn: Hamar–Lillehammer     | 200 km/h                         | 60 km | 2034 (geplant)      | 15 kV, 16,7 Hz | ETCS             |                        |
| Neubau geplant | Porsgrunn–Skorstøl (nahe Risør)  | 200 km/h                         | 60 km | 2030–2040 (geplant) | 15 kV, 16,7 Hz | ETCS             |                        |
| Neubau geplant | Østfoldbanen: Fredrikstad–Halden | 250 km/h                         | 40 km | 2034                | 15 kV, 16,7 Hz | ETCS             |                        |
| Neubau geplant | Ringeriksbanen: Oslo–Hønefoss    | 200 km/h                         | 40 km | 2032 (geplant)      | 15 kV, 16,7 Hz | ATC/ETCS         |                        |

### Österreich
| Status                 | Schnellfahrstrecke                                             | Höchstgeschwindigkeit im Betrieb | Länge | Inbetriebnahme | Stromsystem    | Zugbeeinflussung | geplante Nutzung durch       |
| ---------------------- | -------------------------------------------------------------- | -------------------------------- | ----- | -------------- | -------------- | ---------------- | ---------------------------- |
| Neubau geplant         | Wörgl Kundl–Knoten Schaftenau(–Kufstein)(Neue Unterinntalbahn) | 220 km/h                         | 19 km | offen          | 15 kV, 16,7 Hz | ETCS Level 2     | Railjet, ICE, Güter          |
| Neubau geplant         | Salzburg–Köstendorf (Westbahn)                                 | 230 km/h                         | 20 km | 2032 (geplant) | 15 kV, 16,7 Hz | ETCS Level 2     | Railjet, WEST, Güter         |
| Neubau geplant         | Flughafen Wien-Bruck an der Leitha (Ostbahn)                   | 230 km/h                         | 26 km | 2035 (geplant) | 15 kV, 16,7 Hz |                  | Railjet, Regionalzüge, Güter |
| Studie (Zielnetz 2040) | Wels–Staatsgrenze bei Braunau am Inn (Neue Innkreisbahn)       |                                  |       | offen          | 15 kV, 16,7 Hz |                  |                              |

### Schweden
| Status         | Schnellfahrstrecke                 | Höchstgeschwindigkeit im Betrieb | Länge  | Inbetriebnahme      | Stromsystem     | Zugbeeinflussung | geplante Nutzung durch |
| -------------- | ---------------------------------- | -------------------------------- | ------ | ------------------- | --------------- | ---------------- | ---------------------- |
| Neubau geplant | Göteborg–Borås                     | 250 km/h                         | 70 km  | 2035–2040 (geplant) | 15 kV 16,7 Hz ~ | ETCS Level 2     |                        |
| Neubau geplant | Skellefteå–Luleå (Norrbotniabanan) | 250 km/h                         | 130 km | 2040 (unsicher)     | 15 kV 16,7 Hz ~ | ETCS Level 2     |                        |
| Neubau geplant | Lund–Hässleholm                    | 250 km/h                         | 65 km  | 2040–2045           | 15 kV 16,7 Hz ~ | ETCS Level 2     |                        |

### Schweiz
| Status  | Schnellfahrstrecke                                             | Höchstgeschwindigkeit im Betrieb | Länge  | Inbetriebnahme | Stromsystem    | Zugbeeinflussung | geplante Nutzung durch |
| ------- | -------------------------------------------------------------- | -------------------------------- | ------ | -------------- | -------------- | ---------------- | ---------------------- |
| Geplant | Claro–Camorino (Bahnumfahrung Bellinzona und Magadino-Querung) | 200 km/h (Trassierung 250 km/h)  | 7,5 km | nach 2030      | 15 kV, 16,7 Hz | ETCS Level 2     | EC, IC, IR, RE, Güter  |

### Serbien, Ungarn
| Status  | Schnellfahr-strecke | Höchstgeschwindigkeit im Betrieb | Länge  | Inbetriebnahme | Stromsystem  | Zugbeeinflussung | geplante Nutzung durch |
| ------- | ------------------- | -------------------------------- | ------ | -------------- | ------------ | ---------------- | ---------------------- |
| Geplant | Belgrad–Niš         | 200 km/h                         | 244 km |                | 25 kV, 50 Hz | ETCS Level 2     |                        |

### Spanien
| Status         | Schnellfahrstrecke                                      | Höchstgeschwindigkeit im Betrieb | Länge      | Inbetriebnahme | Spurweite                         | Stromsystem  | Zugbeeinflussung   | geplante Nutzung durch |
| -------------- | ------------------------------------------------------- | -------------------------------- | ---------- | -------------- | --------------------------------- | ------------ | ------------------ | ---------------------- |
| Geplant        | Murcia–Cartagena                                        | 300 km/h                         | 62 km      | Baubeginn 2019 | 1435 mm                           | 25 kV, 50 Hz |                    |                        |
| Geplant        | Valencia–Castellón de la Plana Zusätzliches Doppelgleis | 300 km/h                         | 62 km      | Baubeginn 2019 | 1435 mm                           | 25 kV 50 Hz  |                    |                        |
| Geplant        | Vandellós–Castellón de la Plana                         | 300 km/h                         | 150 km     |                | 1435 mm                           | 25 kV, 50 Hz | ETCS Level 2, ASFA |                        |
| Geplant        | Bobadilla–Ronda                                         | 300 km/h                         | 70 km      |                | 1435 mm                           | 25 kV, 50 Hz |                    |                        |
| Ausbau geplant | Ronda–Algeciras                                         |                                  | ca. 115 km |                | 1435 mm 1668 mm Dreischienengleis |              |                    |                        |
| Geplant        | Saragossa–Castejón–Logroño–Miranda                      |                                  | 220 km     |                |                                   |              |                    |                        |
| Geplant        | Saragossa–Teruel                                        | 220 km/h                         | ca. 171 km |                |                                   |              |                    |                        |

## Nordamerika

### Kanada
| Status | Schnellfahrstrecke  | Höchstgeschwindigkeit im Betrieb | Länge | Inbetriebnahme      | Stromsystem | Zugbeeinflussung | geplante Nutzung durch |
| ------ | ------------------- | -------------------------------- | ----- | ------------------- | ----------- | ---------------- | ---------------------- |
| Idee   | Quebec City–Toronto | 300 km/h                         |       | noch nicht absehbar |             |                  |                        |

### Mexiko
| Status  | Schnellfahrstrecke        | Höchstgeschwindigkeit im Betrieb | Länge  | Inbetriebnahme | Stromsystem | Zugbeeinflussung | geplante Nutzung durch |
| ------- | ------------------------- | -------------------------------- | ------ | -------------- | ----------- | ---------------- | ---------------------- |
| Geplant | Saltillo–Nuevo Laredo     | 200 km/h                         | 306 km | 2030           |             |                  |                        |
| Geplant | Querétaro–San Luis Potosí | 200 km/h                         | 263 km | 2030           |             |                  |                        |

### Vereinigte Staaten
| Status  | Schnellfahrstrecke                                | Höchstgeschwindigkeit im Betrieb | Länge  | Inbetriebnahme      | Stromsystem  | Zugbeeinflussung | geplante Nutzung durch |
| ------- | ------------------------------------------------- | -------------------------------- | ------ | ------------------- | ------------ | ---------------- | ---------------------- |
| Geplant | Houston–Dallas (Texas Central High-Speed Railway) | 330 km/h (205 mph)               | 390 km | noch nicht absehbar | 25 kV, 60 Hz |                  | Shinkansen             |